# EMOTIONAL HISTORY
『EMOTIONAL HISTORY』（エモーショナル・ヒストリー）は、日本の女性ダンス・ボーカルグループMAXの4枚目のオリジナルアルバムである。

## 概要
- ヒットしたシングル5枚が収録された4thアルバム。
- オリジナルアルバムとしては前作『MAXIMUM GROOVE』から約2年3ヶ月ぶり。
- 初回限定盤のみスリーブケース仕様。
- 初回限定盤のみボーナストラック「always love (Groove That Soul Mix)」収録。
- 収録曲1曲目の「But My Love / M&I」はDA PUMPのISSAとのコラボレーション曲。アナログシングルが先行発売された。日本テレビ『CD GROOVE XXX』のクラブチャートで初登場13位、最高6位を記録している[1]。M/Iとは「MAX」と「ISSA」の頭文字を取ったもの。

## 収録曲
カッコ内はオリジナル楽曲のタイトルとアーティスト。
1. But My Love / M&I (But My Love / Key of Life)
作詞：坂本裕介、GAKU / 作曲：坂本裕介 / 編曲：河辺健宏
2. always love
作詞：森浩美 / 作曲・編曲：T2ya
19thシングル。
3. Lovin' All Night
作詞・作曲：阿久津健太郎 / 編曲：CHOKKAKU
4. Crazy in my love
作詞・作曲：阿久津健太郎 / 編曲：h-wonder
5. Never gonna stop it
作詞：MAX / ラップ詞：CHINO、KATSU / 作曲・編曲：笹本安詞、CHINO
16thシングル。
6. whispers
作詞：黒須チヒロ / 作曲・編曲：AKIRA
17thシングルのカップリング曲。
7. Necessary
作詞：原一博、阿久津健太郎 / 作曲・編曲：原一博
8. バラ色の日々 (Larger Than Life / Backstreet Boys)
日本語詞：海老根祐子 / 作詞・作曲：Max Martin、Kristian Lundin、Brian Littrell / 編曲：清水信之
18thシングル。
9. 一緒に・・・
作詞・作曲・編曲：PIPELINE PROJECT
15thシングル。
10. Get ready?
作詞：森浩美 / 作曲・編曲：笹本安詞
16thシングルのカップリング曲。
11. So tight
作詞：黒須チヒロ / 作曲・編曲：ROD ANTOON
12. MAGIC
作詞：松本理恵 / 作曲・編曲：笹本安詞
17thシングル。
13. mum
作詞：MAX、黒須チヒロ / 作曲・編曲：笹本安詞
14. always love (Groove That Soul Mix)
リミックス：日高智(GTS)
ボーナストラック。初回限定盤のみ収録。